# Еріба-Мардук
Еріба-Мардук (Erība-Marduk; букв. «Мардук примножив») — цар Вавилонії, правив приблизно в 769-761 до н. е., з VIII Вавилонської династії.
Халдей племені якін з Країни Моря, захопив Вавилон і проголосив себе там царем. На походження від Еріба-Мардука посилається пізніший вавилонський цар Мардук-апла-іддін II.